# Lijst van voetbalinterlands Syrië - Verenigde Arabische Emiraten
Deze lijst van voetbalinterlands is een overzicht van alle officiële voetbalwedstrijden tussen de nationale teams van Syrië en de Verenigde Arabische Emiraten. De landen speelden tot op heden zestien keer tegen elkaar. De eerste ontmoeting, een kwalificatiewedstrijd voor de Azië Cup 1980, werd gespeeld in Abu Dhabi op 13 januari 1979. Het laatste duel, een kwalificatiewedstrijd voor het Wereldkampioenschap voetbal 2022, vond plaats op 27 januari 2022 in Dubai.

## Wedstrijden
| №  | Plaats    | Datum            | Competitie                 | Wedstrijd                            | Uitslag |
| -- | --------- | ---------------- | -------------------------- | ------------------------------------ | ------- |
| 1  | Abu Dhabi | 13 januari 1979  | Azië Cup 1980 kwalificatie | Verenigde Arabische Emiraten – Syrië | 0 – 0   |
| 2  | Abu Dhabi | 26 november 1996 | Vriendschappelijk          | Verenigde Arabische Emiraten − Syrië | 1 − 1   |
| 3  | Abu Dhabi | 19 oktober 1998  | Vriendschappelijk          | Verenigde Arabische Emiraten − Syrië | 1 − 0   |
| 4  | Amman     | 25 augustus 1999 | Pan-Arabische Spelen 1999  | Verenigde Arabische Emiraten − Syrië | 2 − 2   |
| 5  | Damascus  | 7 november 2003  | Azië Cup 2004 kwalificatie | Syrië − Verenigde Arabische Emiraten | 1 − 3   |
| 6  | Sharjah   | 14 november 2003 | Azië Cup 2004 kwalificatie | Verenigde Arabische Emiraten − Syrië | 3 − 1   |
| 7  | Damascus  | 16 november 2005 | Vriendschappelijk          | Syrië − Verenigde Arabische Emiraten | 0 − 3   |
| 8  | Dubai     | 2 mei 2006       | Vriendschappelijk          | Verenigde Arabische Emiraten − Syrië | 2 − 1   |
| 9  | Damascus  | 26 maart 2008    | WK 2010 kwalificatie       | Syrië − Verenigde Arabische Emiraten | 1 − 1   |
| 10 | Al Ain    | 22 juni 2008     | WK 2010 kwalificatie       | Verenigde Arabische Emiraten − Syrië | 1 − 3   |
| 11 | Al Ain    | 2 januari 2011   | Vriendschappelijk          | Verenigde Arabische Emiraten − Syrië | 2 − 0   |
| 12 | Bangkok   | 5 juni 2016      | Vriendschappelijk          | Verenigde Arabische Emiraten − Syrië | 0 − 1   |
| 13 | Abu Dhabi | 26 maart 2019    | Vriendschappelijk          | Verenigde Arabische Emiraten − Syrië | 0 − 0   |
| 14 | Amman     | 7 september 2021 | WK 2022 kwalificatie       | Syrië − Verenigde Arabische Emiraten | 1 − 1   |
| 15 | Doha      | 30 november 2021 | FIFA Arab Cup 2021         | Verenigde Arabische Emiraten − Syrië | 2 − 1   |
| 16 | Dubai     | 27 januari 2022  | WK 2022 kwalificatie       | Verenigde Arabische Emiraten – Syrië | 2 – 0   |

## Samenvatting
| Competitie            | Totaal gespeeld | Winst Syrië | Gelijk | Winst V.A.E. | Doelsaldo Syrië – V.A.E. |
| --------------------- | --------------- | ----------- | ------ | ------------ | ------------------------ |
| WK-kwalificatie       | 4               | 1           | 2      | 1            | 5 – 5                    |
| Azië Cup-kwalificatie | 3               | 0           | 1      | 2            | 2 − 6                    |
| FIFA Arab Cup         | 1               | 0           | 0      | 1            | 1 − 2                    |
| Pan-Arabische Spelen  | 1               | 0           | 1      | 0            | 2 − 2                    |
| Vriendschappelijk     | 7               | 1           | 2      | 4            | 3 – 9                    |
| Totaal                | 16              | 2           | 6      | 8            | 13 – 24                  |

SFA · A-internationals · Syrisch vrouwenelftal
1940 - 1949 · 
1950 - 1959 · 
1960 - 1969 · 
1970 - 1979 · 
1980 - 1989 · 
1990 - 1999 · 
2000 – 2009 · 
2010 – 2019 ·
2020 − 2029
Afghanistan ·
Algerije ·
Australië ·
Bahrein ·
Bangladesh ·
Cambodja ·
China ·
Cyprus ·
Egypte ·
Filipijnen ·
Griekenland ·
Guam ·
Haïti ·
Hongkong ·
India ·
Indonesië ·
Irak ·
Iran ·
Japan ·
Jemen ·
Jordanië ·
Kazachstan ·
Kirgizië ·
Koeweit ·
Laos ·
Libanon ·
Libië ·
Malediven ·
Maleisië ·
Marokko ·
Mauritanië ·
Mauritius ·
Myanmar ·
Nepal ·
Noord-Korea ·
Oezbekistan ·
Oman ·
Pakistan ·
Palestina ·
Qatar ·
Rusland ·
San Marino ·
Saoedi-Arabië ·
Singapore ·
Soedan ·
Sovjet-Unie ·
Sri Lanka ·
Tadzjikistan ·
Taiwan ·
Thailand ·
Tunesië ·
Turkije ·
Turkmenistan ·
Venezuela ·
Verenigde Arabische Emiraten ·
Vietnam ·
Wit-Rusland ·
Zuid-Jemen ·
Zuid-Korea ·
Zweden
UAEFA · A-internationals · Bondscoaches · Statistieken · Olympisch elftal · Vrouwenelftal van de Verenigde Arabische Emiraten · VA Emiraten U21 · VA Emiraten U19 · VA Emiraten U17
1972 – 1979 ·
1980 – 1989 ·
1990 – 1999 ·
2000 – 2009 ·
2010 – 2019 ·
2020 − 2029
OS 2012
Algerije ·
Andorra ·
Angola ·
Argentinië ·
Armenië ·
Australië ·
Azerbeidzjan ·
Bahrein ·
Bangladesh ·
Benin ·
Bolivia ·
Brazilië ·
Brunei ·
Bulgarije ·
Chili ·
China ·
Colombia ·
Costa Rica ·
Denemarken ·
Dominicaanse Republiek ·
Duitsland ·
Egypte ·
Estland ·
Filipijnen ·
Finland ·
Gabon ·
Gambia ·
Georgië ·
Haïti ·
Honduras ·
Hongarije ·
Hongkong ·
IJsland ·
India ·
Indonesië ·
Irak ·
Iran ·
Japan ·
Jemen ·
Joegoslavië ·
Jordanië ·
Kazachstan ·
Kenia ·
Kirgizië ·
Koeweit ·
Laos ·
Libanon ·
Libië ·
Litouwen ·
Maleisië ·
Malta ·
Marokko ·
Mauritanië ·
Moldavië ·
Myanmar ·
Nepal ·
Nieuw-Zeeland ·
Noord-Korea ·
Noorwegen ·
Oekraïne ·
Oezbekistan ·
Oman ·
Oost-Timor ·
Pakistan ·
Palestina ·
Paraguay ·
Peru ·
Polen ·
Qatar ·
Roemenië ·
Rusland ·
Saoedi-Arabië ·
Senegal ·
Singapore ·
Slovenië ·
Slowakije ·
Soedan ·
Sri Lanka ·
Syrië ·
Tadzjikistan ·
Thailand ·
Togo ·
Trinidad en Tobago ·
Tsjechië ·
Tunesië ·
Turkmenistan ·
Uruguay ·
Venezuela ·
Vietnam ·
Wit-Rusland ·
Zuid-Afrika ·
Zuid-Korea ·
Zweden ·
Zwitserland